# Poly Real Estate
Poly Real Estate (chinois simplifié : 保利地产 ; chinois traditionnel : 保利地產 ; pinyin : Bǎolì Dìchǎn ; litt. « Immobilier Poly ») est une filiale de China Poly Group spécialisée dans la construction et dans la vente immobilière.